# Проспект Металлургов (Новокузнецк)
Проспе́кт Металлу́ргов — один из проспектов Новокузнецка. До 1990-х годов считался центральной улицей города (после ей стала улица Кирова).

## История
Первые здания стали появляться на улице в тридцатых годах, это были трёхэтажные дома соцгорода. В 1933 году построили первый кинотеатр «Коммунар» и в этом же году проложили первые трамвайные линии, соединяющие вокзал и Кузнецкий металлургический комбинат. 7 января 1935 года, в честь В. Молотова, проспект называют Молотовским. В 1936 году достроили и открыли Дворец культуры КМК, позже основали Сад металлургов. В 1955 году, на месте болота, был построен самый большой жилой дом в Кузбассе, вмещавший 280 квартир. В августе 1957 года по просьбе рабочих проспект был переименован в Металлургов, в честь главных тружеников города. 19 февраля 1957 года открылась площадь Маяковского, а 1 ноября 1967 года на ней установили памятник Маяковскому и в тоже году открыли кинотеатр «Октябрь». В 1970 году, в парке имени Гагарина, открыли планетарий.

### Реконструкция
С 1 ноября 2019 года началась реконструкция проспекта Металлургов, в ходе которой были убраны трамвайные рельсы с проспекта.
Реконструкция проспекта завершилась 1 ноября 2020 года. Автобус и троллейбус действуют на всём протяжении проспекта Металлургов.

## Транспорт
Трамвайная линия от Вокзала до пересечения с улицей Орджоникидзе существовала с 1933 по 2020 год.
Проходят троллейбусные маршруты № 1, 2, 3, 6, 6а.
Автобусные маршруты № 7, 50, 53, 54, 66, 81, 88, 345.

### Остановки
- Вокзал (пр. Металлургов, только по направлению от вокзала) — троллейбусы № 1, 2, 3, 6а; автобусы № 7, 50, 53, 54, 66, 345.
- Сад металлургов (Главпочтамт) — троллейбусы № 1, 2, 3, 6, 6а; автобусы № 7, 50, 53, 54, 66, 81, 345.
- Драмтеатр — троллейбусы № 1, 2, 6, 6а; автобусы № 7, 53, 54, 66, 81, 345.
- Колос — троллейбусы № 1, 2, 6, 6а; автобусы № 7, 53, 54, 66, 81, 345.
- Площадь Маяковского (пр. Металлургов) — троллейбусы № 1, 2, 6, 6а; автобусы № 7, 66, 81, 88, 345.
- Дворец Спорта (пр. Металлургов) — троллейбусы № 1, 2, 6, 6а; автобусы № 7, 66, 81, 88, 345.

## Описание

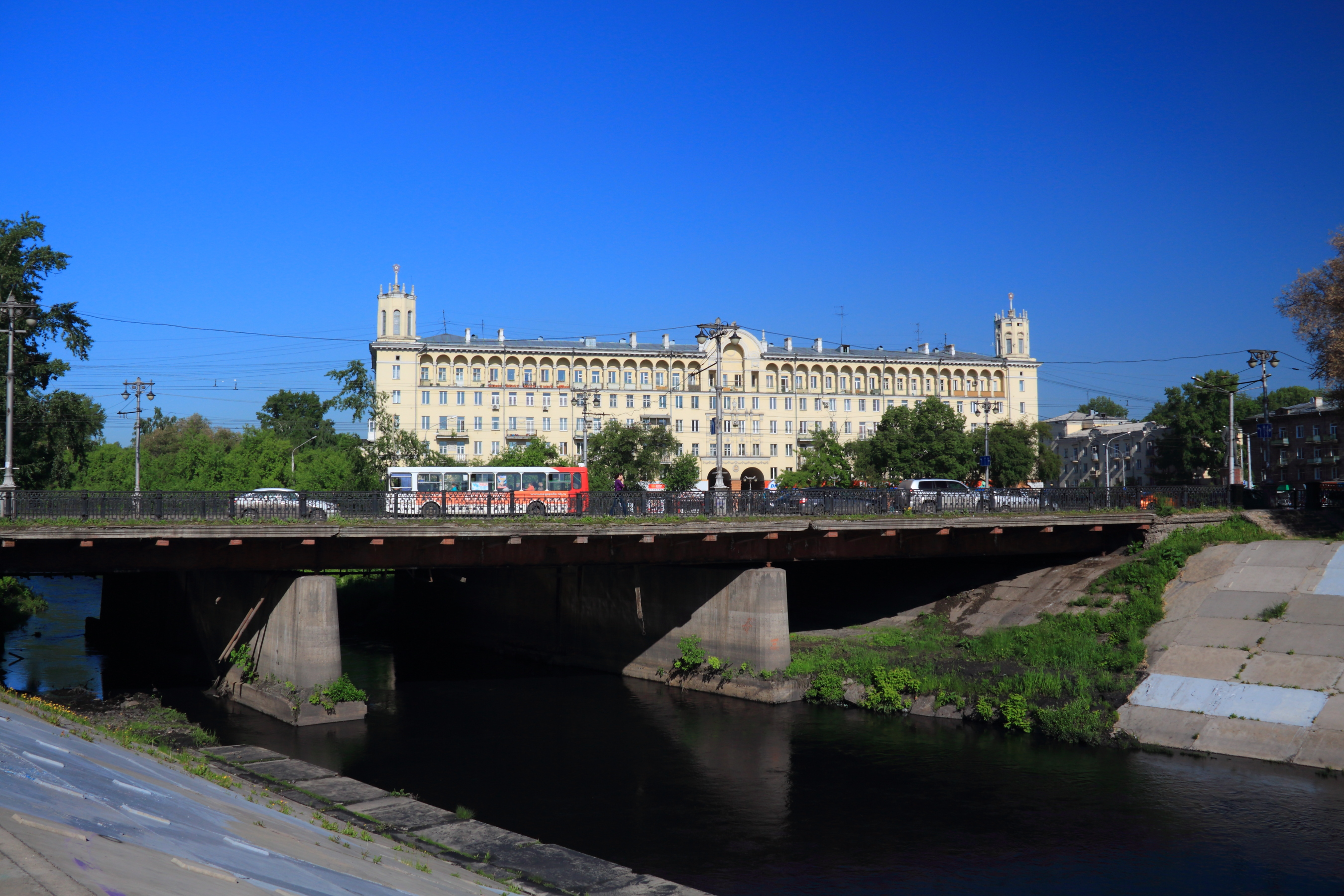
старый мост через реку Аба

Проспект Металлургов расположен в Центральном районе Новокузнецка. Направление с юга на север. Его северная часть удостоена премии Совета министров РСФСР.
Имеются подземные переходы у остановок — Площадь Маяковского и Дворец спорта кузнецких металлургов.

### Мост через Абу
На проспекте Металлургов в 1933 был возведён мост кессонным способом: на месте будущих опор ставились герметичные цилиндры, в них нагнетался воздух, вытеснявший воду.
Занимательный факт: изначально мост поставили не по оси проспекта, а под углом к нему, лишь в 50-х годах XX века ошибку строителей исправили.

## Известные здания
- 3 — художественный отдел НКК (с 1961 по 1981)
- 16 — кафе «Юность» (с 1965 по 2012, после ТРК Юность)[3]
- 16а — Планетарий им. А. А. Фёдорова[1][2]
- 19 — СГИТО НФИ КемГУ[2], ранее гост Металлург.
- 21 — почтамт[2]
- 18 — первый звуковой кинотеатр «Коммунар»[1][2]
- 26 — Дом культуры и техники НКМК (объект культуры федерального наследия)[1][2]
- 28 — Новокузнецкий драматический театр[2]
- 31 — театр кукол[2]
- 39 — самый большой (280 квартир) в Кузбассе жилой дом[2]
- 42 — кинотеатр «Октябрь»[2]
- 44 — Администрация Центрального района

Нумерация начинается от Привокзальной площади.

## Галерея

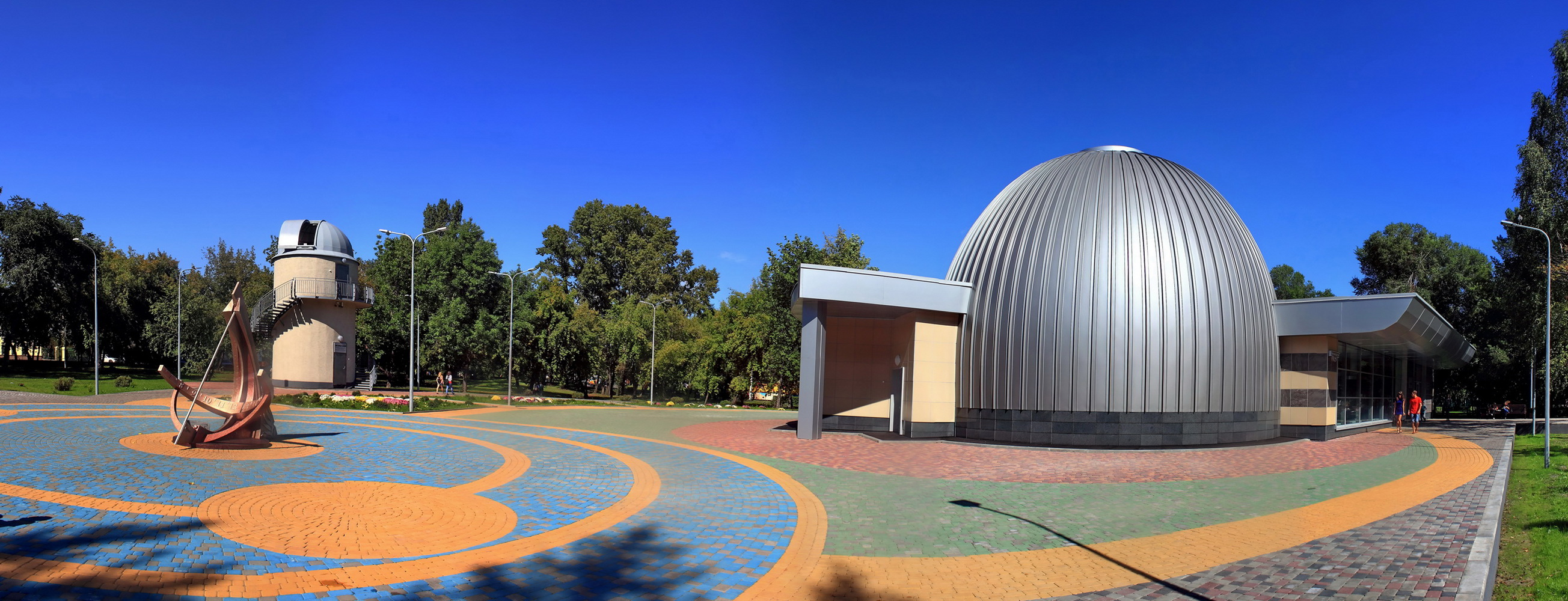
Планетарий им. А. А. Фёдорова
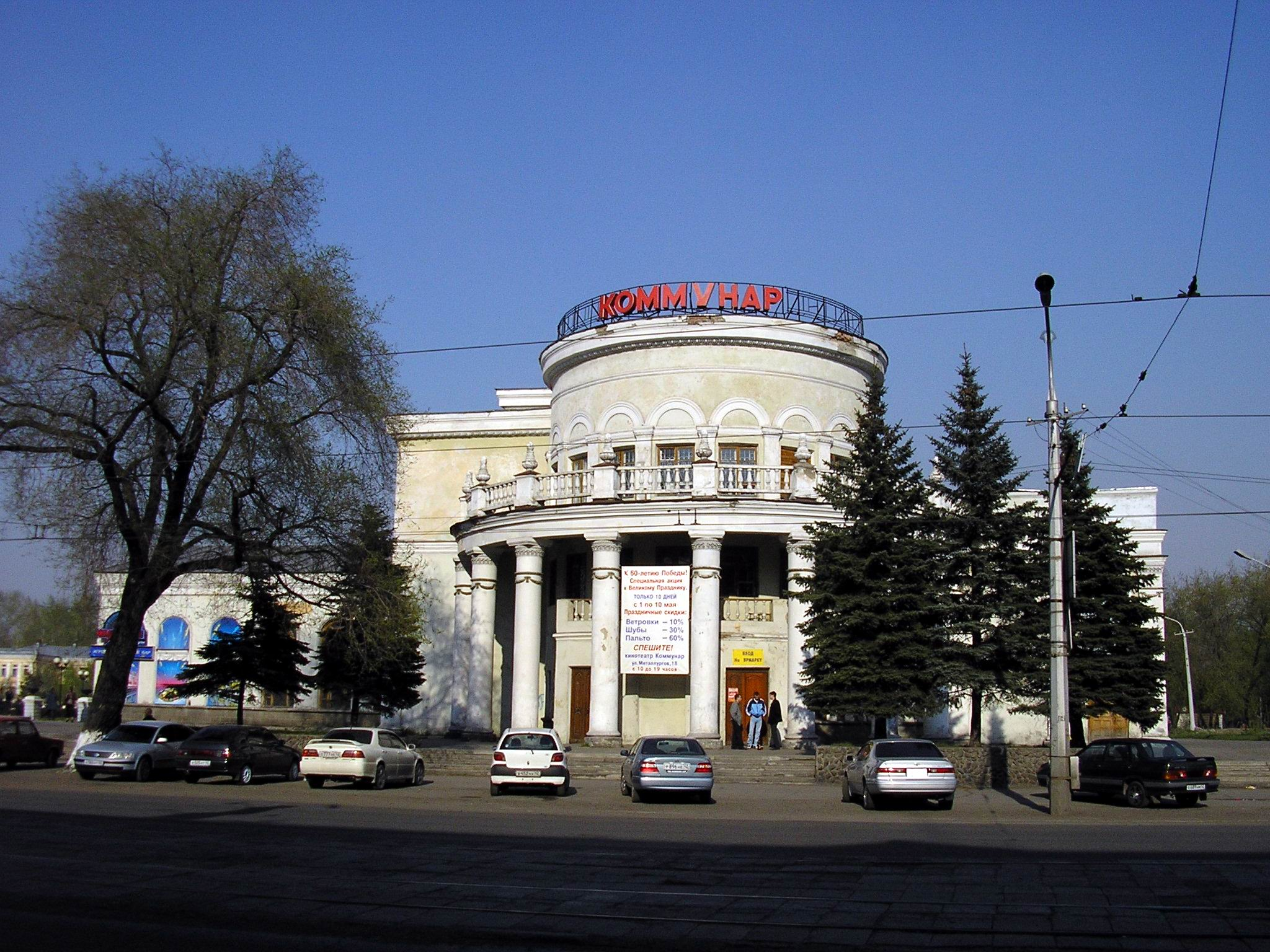
кинотеатр «Коммунар» (до реконструкции, 2005)
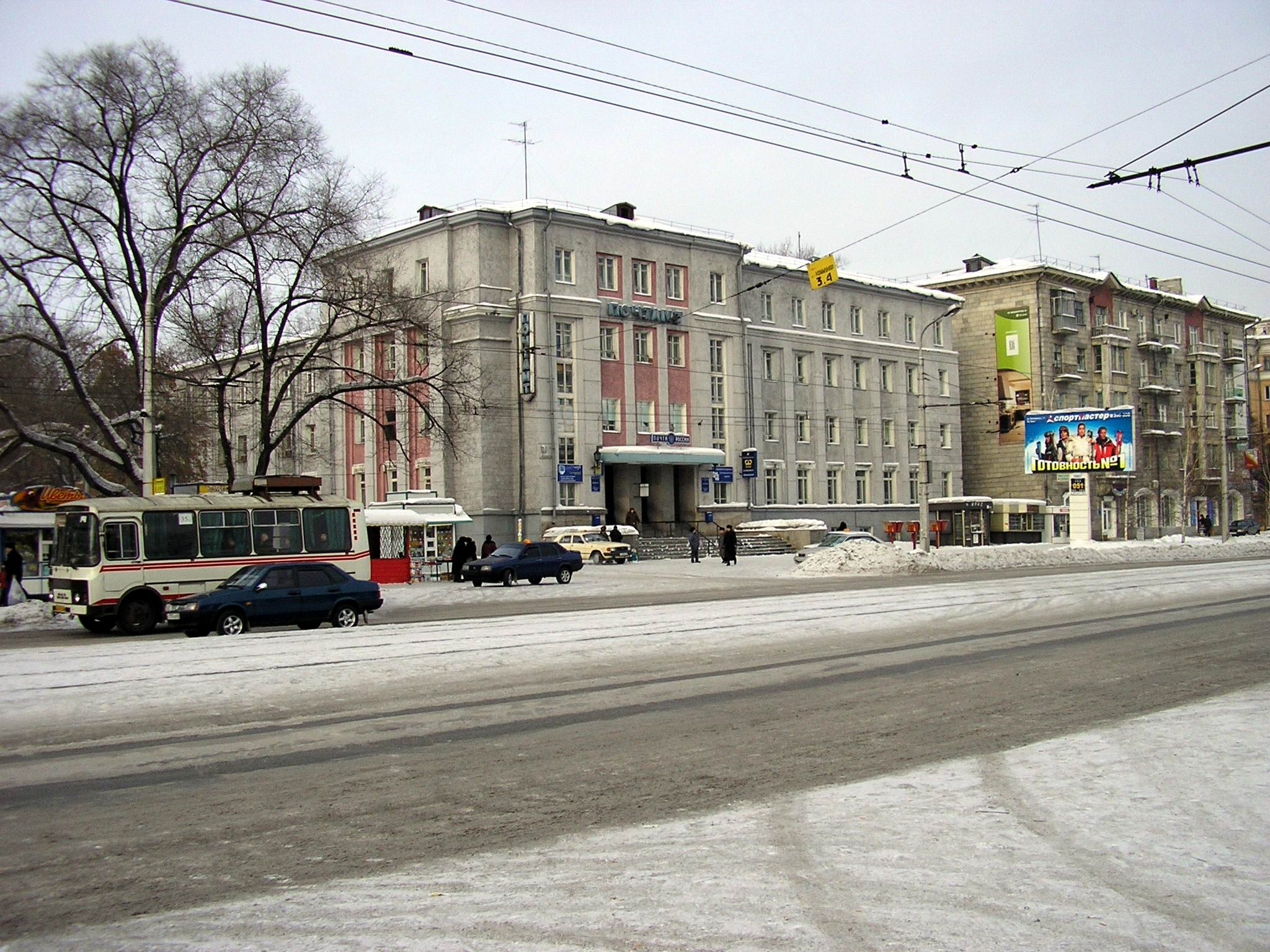
Почтамт до 2014 года
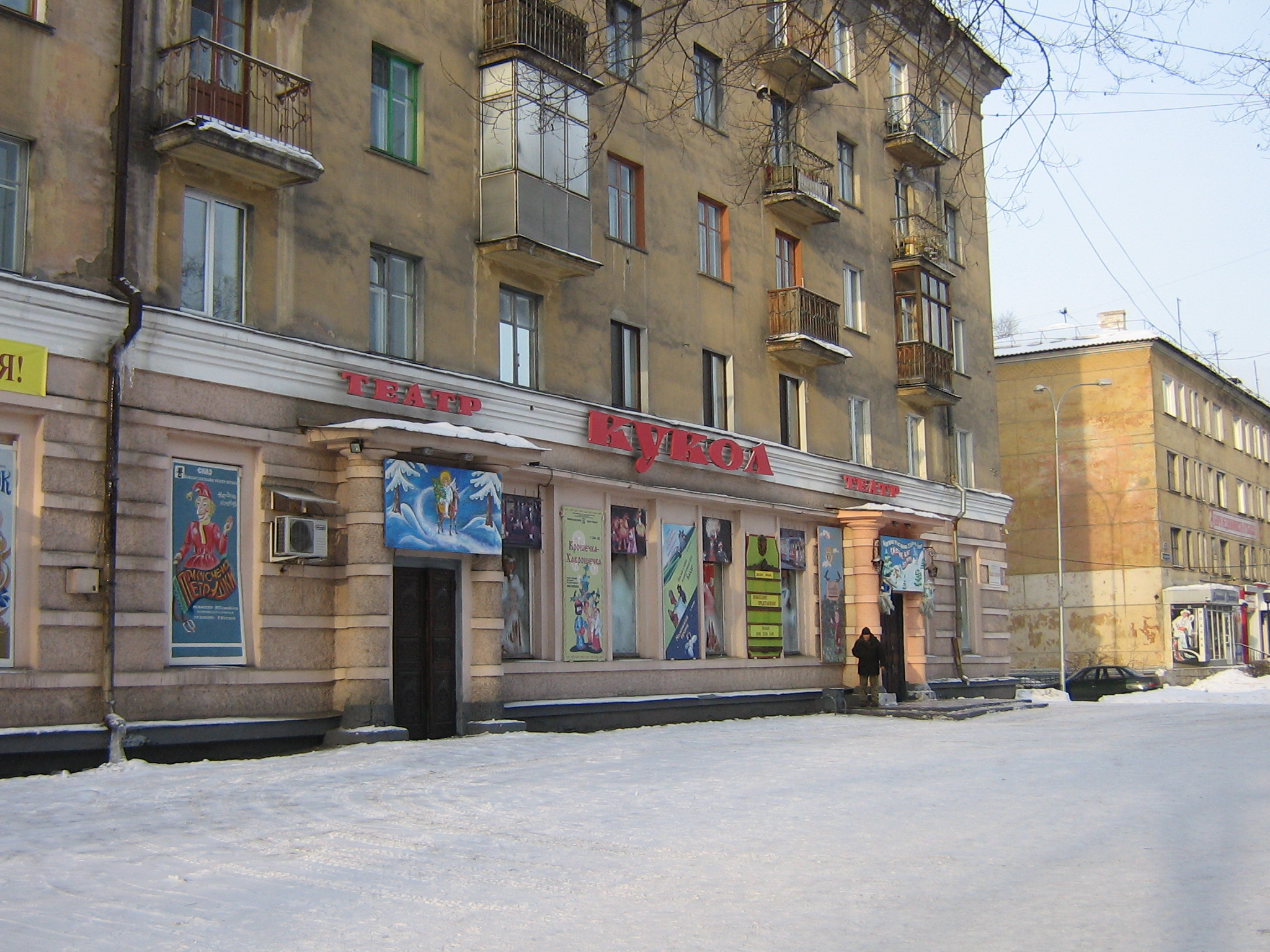
Новокузнецкий кукольный театр
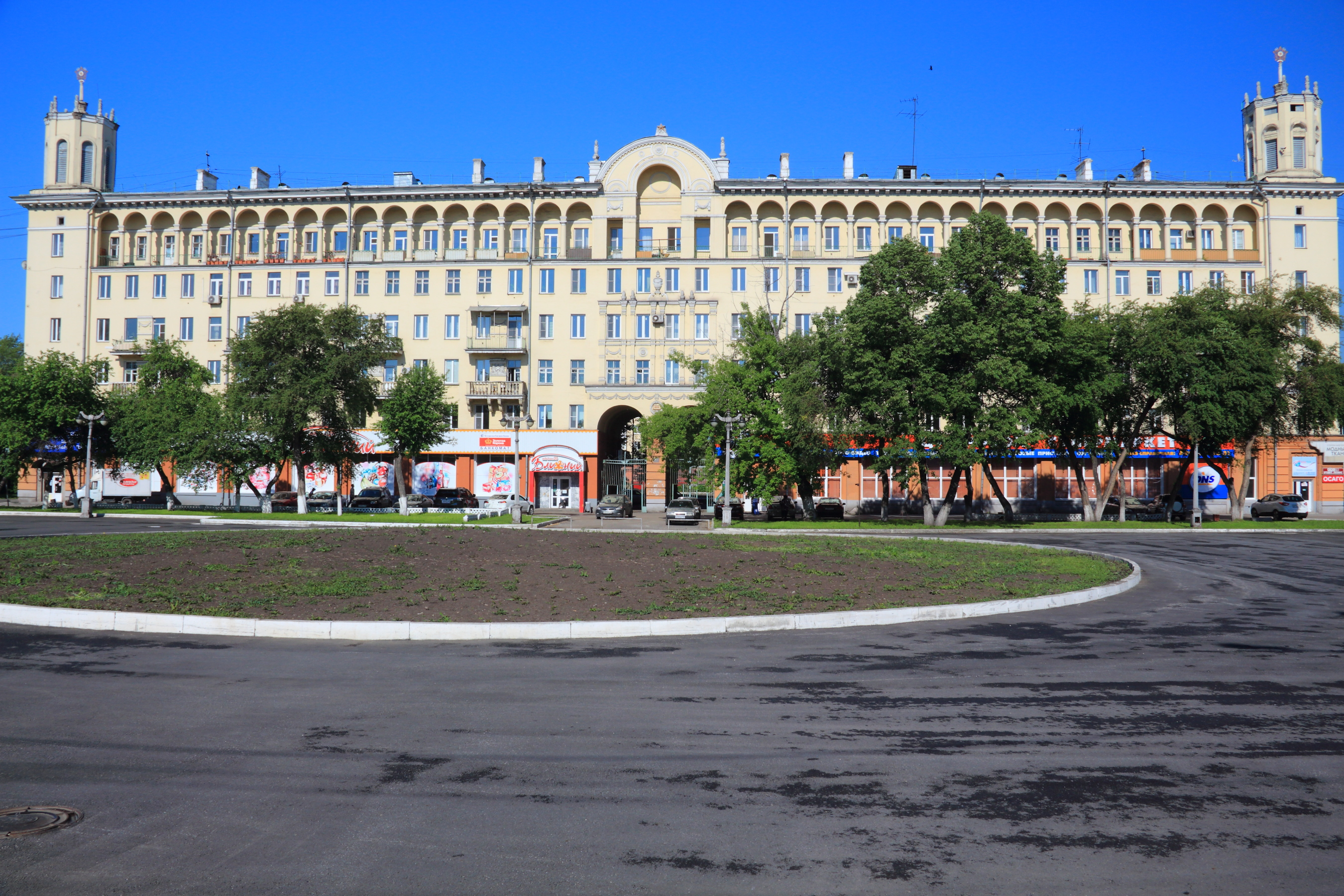
280-квартирный жилой дом
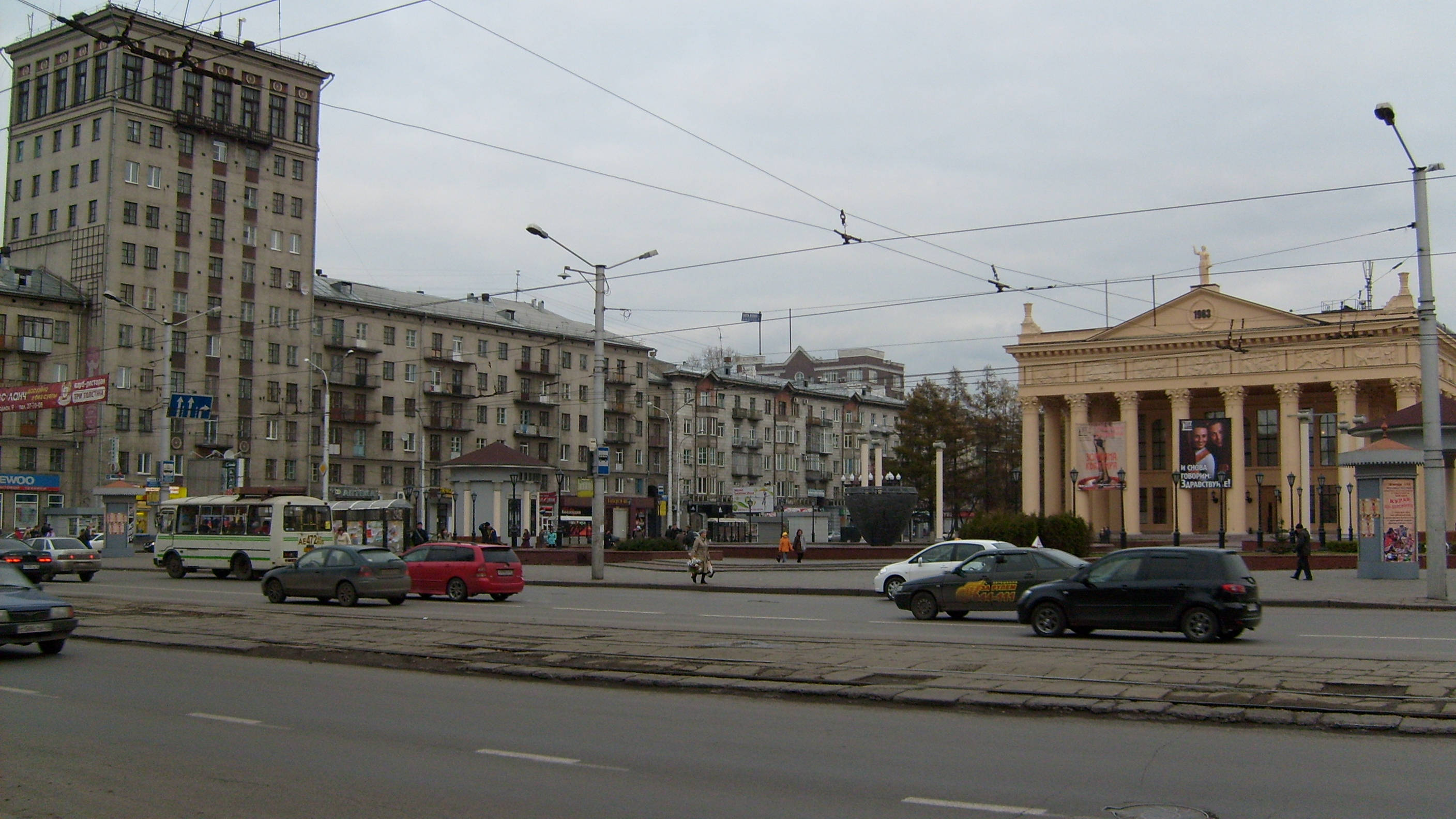
Театральная площадь и драмтеатр
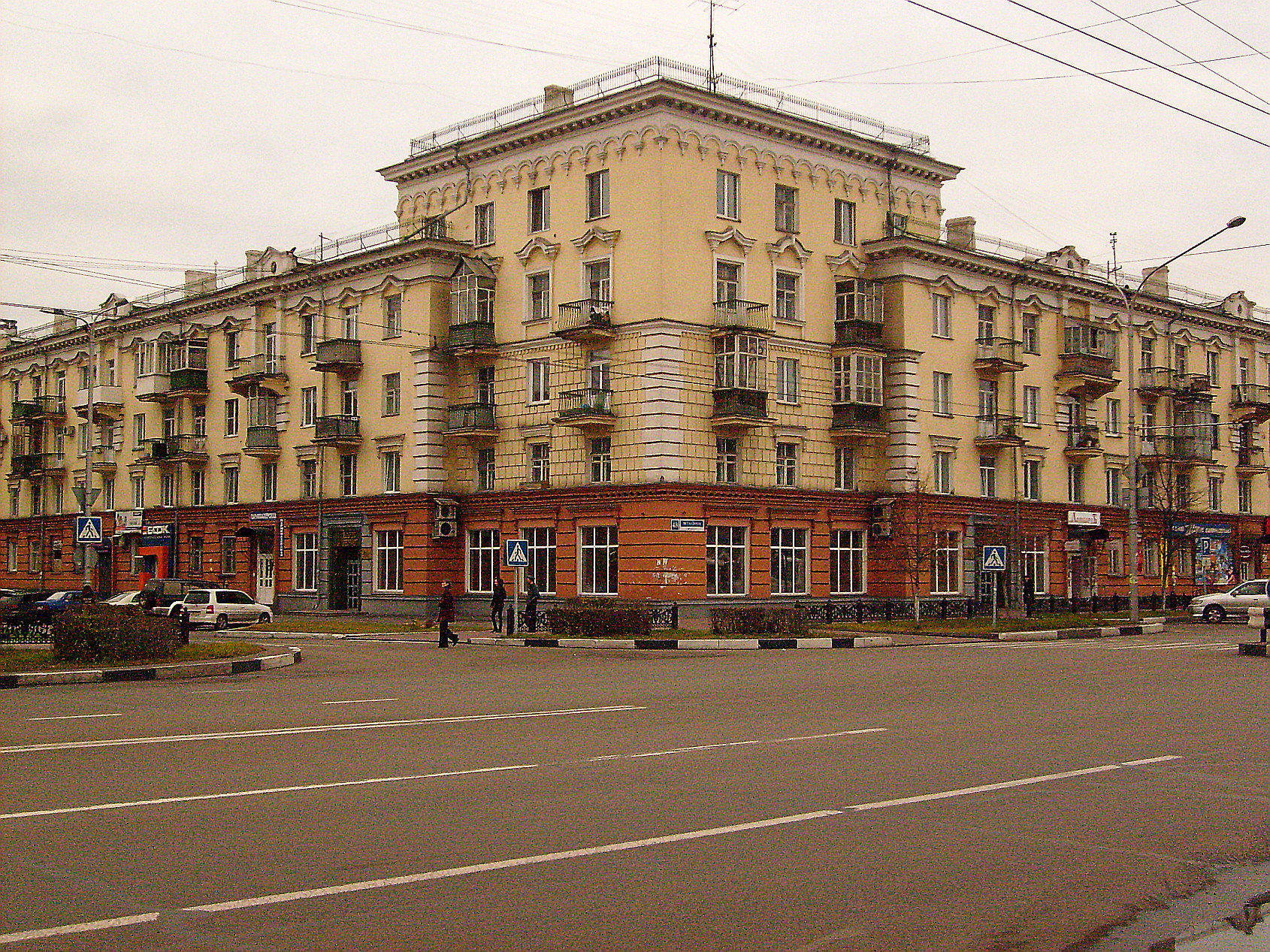
Дом № 47
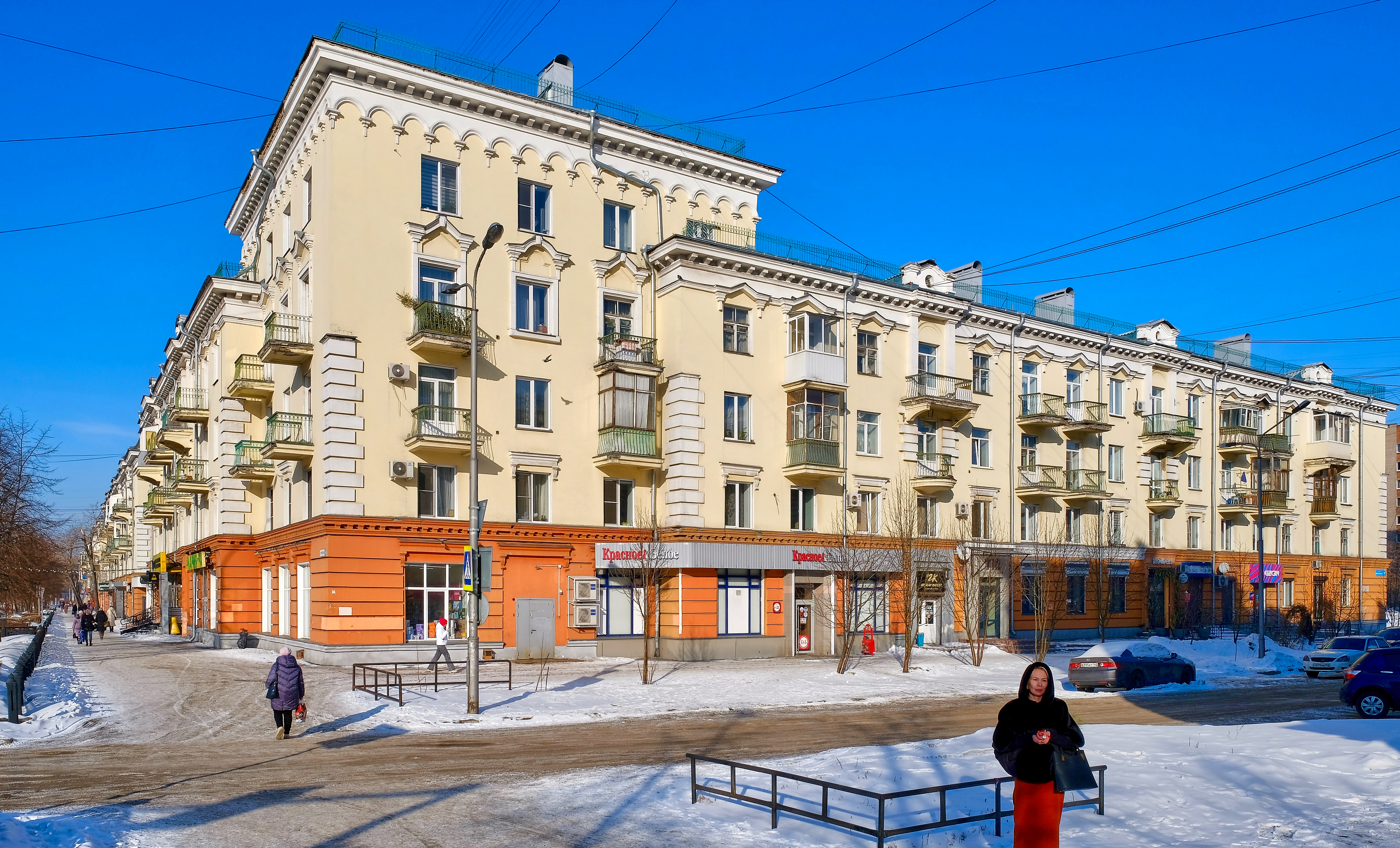
Дом № 50